# Liendo
Liendo är en kommun i Spanien. Den ligger i den autonoma regionen Kantabrien i norra delen av landet, 300 km norr om huvudstaden Madrid. Antalet invånare är 1 226 (2024). Arean är 26,42 kvadratkilometer. Liendo gränsar till Castro-Urdiales, Guriezo, Ampuero, Limpias och Laredo. 